# 湛江港
湛江港位于中国大陆最南端广东省湛江市，港口东临南海，南望海南岛，西靠北部湾，北倚大西南。中华人民共和国成立后自行设计和建造的第一个现代化港口，中国与东南亚、澳大利亚、印度洋沿岸和欧洲国家之间航程最短的外贸港口。湛江港内港岸线长241公里，已形成海、陆、空交通网络路线。
湛江港也是重要軍港，是南海艦隊的總部所在地。

## 港口历程
- 1968年4月25日，黎明轮从湛江港起航，为中国大陆打通南北航线。
- 「湛江港（集团）股份有限公司」是湛江港最大的公共码头运营商，由湛江港务局改制而成。
- 2004年，湛江港务局政企分开，成立「湛江港集团有限公司」。
- 2007年，湛江港集团有限公司引入招商局国际，整体改制为「湛江港（集团）股份有限公司」。
- 2008年始，湛江港（集团）股份有限公司又先后引入宝钢集团有限公司、广东外运公司等战略合作者，现由八家股东共同持股。其中湛江市国有资产监督管理委员会持股45.0000%，招商局国际码头（湛江）有限公司持股40.2916%，宝钢集团有限公司持股8.0000%，广东外运公司持股5.0000%，其余四家股东共同持股1.7084%。
- 2008年湛江港吞吐量1.0215亿吨。

## 港区
- 霞山港区
- 调顺岛港区
- 霞海港区

## 码头
- 散粮筒仓码头
- 30万吨级油码头
- 25万吨级铁矿石码头